# День героического партизана
День Героического партизана — был объявлен 8 октября на Кубе Фиделем Кастро после смерти команданте Эрнесто Че Гевары.

## История
Это было 15 октября 1967 года по телевидению и радиовещанию Кубы. Команданте Кастро подробно описывает обстоятельства смерти Че Гевары, разоблачает его убийц, которые пытались скрыть следы своего преступления. В заключение Фидель Кастро зачитывает постановление Совета министров Кубы, в котором отмечались заслуги Че Гевары в борьбе кубинского народа и народов Латинской Америки за их свободу. Объявлялся 30-дневный траур, а 8 октября провозгласили «Днём Героического партизана».